# Estesiografía
Estesiografía viene de la palabra griega "aesthesis" (αίσθησις) que significa "sensibilidad" y "grafía" para visualizar hyposensibilidad de la piel. Este término ha sido propuesto por el cirujano francés Létiévant.
El uso para asignar las lesiones de los nervios cutáneos era bien conocido. Totalmente olvidado durante siete décadas, este uso afortunadamente  volvió en la práctica diaria de los médicos y terapeutas. La estesiografía de todo el cuerpo es una ciencia utilizada para evaluar a los pacientes de dolor neuropático (PNP).